# Johann Ulrich Zasius
Johann Ulrich Zasius von Rabenstein (* 11. April 1521 in Freiburg im Breisgau; † 27. April 1570 Prag) war kaiserlicher Rat im Auftrag König Ferdinands I. und Kaiser  Maximilians II.

## Leben
Johann Ulrich war der älteste Sohn des Juristen Ulrich Zasius mit dessen zweiter Ehefrau. Ab 1534 studierte er in Freiburg, wo er – nach Aufenthalten an italienischen Universitäten – 1540 das Lizenziat der Rechte erlangte und 1541 in Padua, wo er im Alter von 23 Jahren zum Doktor der Rechte promoviert wurde.  1543 folgte er dem Ruf als Professor des römischen Rechts nach Basel, musste die Professur jedoch schon im Folgejahr wegen seines katholischen Bekenntnisses aufgeben.
Sein Dienst am Hof des Herzogs Karl III. von Savoyen führte ihn in die Nähe des Kaisers Karl V. Ab 1544 in königlichem Dienst war er häufig mit den Verhandlungen mit den Reichsfürsten befasst; so mit den bayrischen Herzögen, aber auch mit Herzog Christoph von Württemberg und dem Landgrafen Philipp von Hessen. Zasius war oft auf Reichstagen anwesend und fungierte dort als Sprecher Österreichs im Fürstenrat. Er war eng in die Verhandlungen über den Augsburger Religionsfrieden eingebunden. 1556 bekleidete er das Amt des Reichstagskommissars. Im selben Jahr war er maßgeblich an der Vorbereitung des Landsberger Bundes beteiligt. In der Politik am kaiserlichen Hof zählte er zu den Unterstützern des Reichsvizekanzlers Georg Sigmund Seld.
Auf dem Augsburger Reichstag 1547 intensivierte Zasius die bereits geknüpften Kontakte zu König Ferdinand und wurde von diesem noch im selben Jahr zum Hofrat ernannt. Obwohl Zasius nach Wien zog, war er doch fortan permanent im gesamten oberdeutschen Raum als Gesandter des Königs unterwegs. Mit dem Übergang der Königswürde auf Maximilian II. im Jahre 1564 wurde Zasius Mitglied des Geheimen Rates und zwei Jahre später zum Reichsvizekanzler ernannt und zählte nun zum Kreis der engsten und einflussreichsten Berater des Monarchen.
Am 26. Mai 1565 fuhren Seld und Zasius von einer Ratssitzung mit Maximilian II. nach Hause, als in Wien die Pferde scheuten und beide Männer aus der Kutsche sprangen. Dabei verletzte sich Seld tödlich, während Zasius mit Kopfwunden überlebte. Er hatte danach wiederkehrende Schmerzen und war wohl auch äußerlich beeinträchtigt (so soll er gemäß einer möglichen Interpretation der Porträtierte des Bildes Der Jurist von Giuseppe Arcimboldo sein). Trotzdem trat er 1566 die Nachfolge Selds als Reichsvizekanzler an. Dieses Amt hatte er bis zu seinem Tode inne.
Zasius war fünfmal verheiratet, unter anderem mit einer Katharina († 1553). 1556 heiratete er in vierter Ehe Maria Uttinger aus Augsburg († 1568), die ihm vier kleine Kinder hinterließ. 1569 ehelichte er eine Frau von Weiting, oberste Hofmeisterin der Herzogin Renate von Bayern. Er starb 1570 hoch verschuldet im Alter von 49 Jahren in Prag und ist dort begraben im Veitsdom in der Kapelle des Hl. Sigismund. Sein Epitaph hat eine lateinische Inschrift, in der die vier Kinder seiner vierten Ehegattin Maria Uttingerin erwähnt sind, außerdem an den Seiten sechs Wappenschilder der Familien Zasius, Ungelter, Uttinger, Schlierbach, Geiersberg und Lammersheim. Oben ist auferstehende Christus abgebildet.

## Wirken
Zwei Themen prägten in der Folge seine Amtstätigkeit: die Regelung der konfessionellen Frage und die Wahrung des Landfriedens. Für den Juristen, dessen politisches Denken stets auf eine Stärkung von Kaiser und Reich zielte, bargen gerade jene Konflikte ausreichend Potential, die Stabilität des Reiches zu gefährden. In diesem Rahmen sind das Engagement des Zasius unter anderem bei den Passauer (1552) und Augsburger (1555) Verhandlungen einerseits sowie seine auffallende Zurückhaltung hinsichtlich der Rezeption der Beschlüsse des Trienter Konzils und den aufkommenden calvinistischen Tendenzen in der Kurpfalz andererseits zu deuten. Zasius selbst war katholisch, wenn auch „luthernah, papstfern und calvinismusfeindlich“, „Konfession war bei ihm keine individuelle Glaubensentscheidung, sondern eine politische Demonstration. Wenn Zasius also über Religion und Konfession sprach, machte er Politik ...“ Jene politische Sicht auf die konfessionelle Problematik führte aber z. B. dazu, dass die eigentlichen konfessionellen Streitpunkte im Augsburger Religionsfrieden mittels dissimulierender Sprachfindung nur interimistisch ruhig gestellt wurden. Zasius hatte auch einen erheblichen Anteil an der Entstehung der beiden Landfriedensbündnisse, dem Heidelberger Verein (1553–1556) und dem Landsberger Bund (1556–1598). Nachdem 1555 das Reich die Zuständigkeit für die Wahrung des Landfriedens auf die Reichskreise übertragen hatte, schienen diese Bündnisse das einzig probate Mittel zu sein, um den Landfriedensbrechern, wie Albrecht Alcibiades, das Handwerk zu legen. In den Verhandlungen des Kaiserlichen Rates mit den jeweiligen Reichsständen zeigte er Geschick, die verschiedenen Interessen mit seinen und den Intentionen seines Auftraggebers zu verbinden.

## Schriften
- Catalogus legum antiquarum 1578